# كرايغ فيليبس
كرايغ فيليبس (بالإنجليزية: Craig Phillips)‏ هو عامل بناء ومقدم تلفزيوني بريطاني، ولد في 16 أكتوبر 1971 في ليفربول في المملكة المتحدة.

## وصلات خارجية
- كرايغ فيليبس على موقع IMDb (الإنجليزية)
- كرايغ فيليبس على موقع ميوزك برينز (الإنجليزية)
- كرايغ فيليبس على موقع قاعدة بيانات الفيلم (الإنجليزية)